# 萨仑·的斤
萨仑的斤（？—1252年），又作撒怜丁·的斤、撒邻迪·的斤，是高昌回鶻亦都護巴而术·阿而忒·的斤之子。高昌回鶻是大蒙古国的附庸。
在1240年代乃马真后摄政称制的时候，萨仑的斤的哥哥亦都護乞失马思去世。萨仑的斤即位为亦都護。乞失马思、萨仑的斤兄弟属于窝阔台-贵由一系，与拖雷一系不和。贵由死后，卷入蒙古统治集团拖雷系与窝阔台系汗位之争，党附窝阔台系诸王。蒙哥即位之初，又与窝阔台系使臣八剌必阇赤联络，率军五万驻扎别失八里郊外，以铲除穆斯林为名，配合贵由皇后斡兀立海迷失及忽察等反对蒙哥。谋泄，受诏赴京，受刑讯，被迫招供。1252年，萨仑的斤被押回别失八里，大汗蒙哥借口残害伊斯兰教穆斯林的罪名将他杀死。他的兄弟玉古伦赤·的斤（斡根赤）被蒙哥立为亦都護。